# Craspedosis sobria
Craspedosis sobria är en fjärilsart som beskrevs av Walker 1864. Craspedosis sobria ingår i släktet Craspedosis och familjen mätare. Inga underarter finns listade i Catalogue of Life.